# Yehuda Amital
Yehuda Amital foi um rabinos e líder do sionismo religioso. Foi o primeiro rabino chefe e fundador da Yeshivat Har Etzion em Alon Shvut, na área de Gush Etzion em Israel. Ele também foi Ministro sem pasta do governo de Israel, parlamentar e presidente de honra do partido Meimad.

## Biografia
Amital nasceu no dia 31 de outubro de 1924, na cidade de Oradea na Romênia. Quando a Alemanha ocupou a área em 1944, os nazistas mandaram toda sua família para o campo de concentração e extermínio de Auschwitz, onde foram assassinados. Amital foi mandado para um campo de trabalhos e sobreviveu ao holocausto. Ele esteve no campo por oito meses e foi libertado de lá no dia 4 de outubro de 1944 pelo exército soviético. Após sua libertação ele foi conduzido a Bucharest, de lá ele embarcou a caminho de Israel (que na época ainda estava sob o Mandato Britânico), desembarcando em 11 de dezembro de 1944.
Após um pequeno período no campo de detidos de Atlit (campo de detidos para imigrantes ilegais pelo governo britânico na Palestina), ele foi a Jerusalém onde estudou na Yeshivat Hevron, lá recebeu sua formação rabínicajunto ao rabino Isser Zalman Meltzer. Ele também estudou com o rabino Abraão Isaac Kook. Em paralelo ele também se filiou ao Haganah.
Depois do período em que estudara na Yeshivat Hevron, ele se mudou para o vilarejo de Pardes Hanna com a função de ensinar na yeshivá de Kletzk. Durante este período, ele se casara com sua esposa, Miriam, a filha do rabino chefe da yeshivat Hevron.
Um dia depois da declaração de independência de Israel em 1948, a unidade na qual o Rabino Amital servia no Hagana, foi mobilizada. Ele participou das batalhas de Latrun e do oeste da Galileia. Depois da guerra, o Rabino Amital se filiou ao rabinato de Rehovot e dois anos depois se tornou instrutor na Yeshivat HaDarom, onde ele começou a formular a ideia da Yeshivat Hesder.
Após a Guerra dos seis dias, ele fundou a Yeshivat Har Etzion, em Gush Etzion. Esta yeshivá começou em Kfar Etzion no ano de 1968 com 30 alunos. Dois anos mais tarde ela se mudou para sua localização atual em Alon Shvut. Em 1971 Amital chamou o rabino Aharon Lichtenstein para atuar como rabino chefe da yeshivá a seu lado.
Em 1988 Amital fundou o partido religioso de centro esquerda Meimad, e foi eleito como parlamentar no Knesset.
Em 1995, Amital foi encarregado como ministro sem pasta do governo de Shimon Peres.
Com a idade de 80 anos, Amital, com a intenção de se aposentar, pediu a direção da Yeshivat Har Etzion para escolherem seus sucessores. A yeshivá escolheu os rabinos Yaakov Medan e Baruch Guigui. Em 4 de janeiro de 2006, os rabinos Medan e Guigui assumiram oficialmente a função de co-rabinos chefes ao lado dos rabinos Amital e Lichtenstein.
No dia 25 de setembro de 2008, o Amital anunciou oficialmente que deixaria sua função na yeshivá em três dias - este era o último dia do mes de Tishrei do ano de 5769, de acordo com o calendário judaico. Ele também anunciou a entrada de mais um co-Rabino Chefe, Moshe Lichtenstein, filho de Aharon Lichtenstein.
Amital morreu no dia 9 de julho de 2010.